# Carl Wernicke

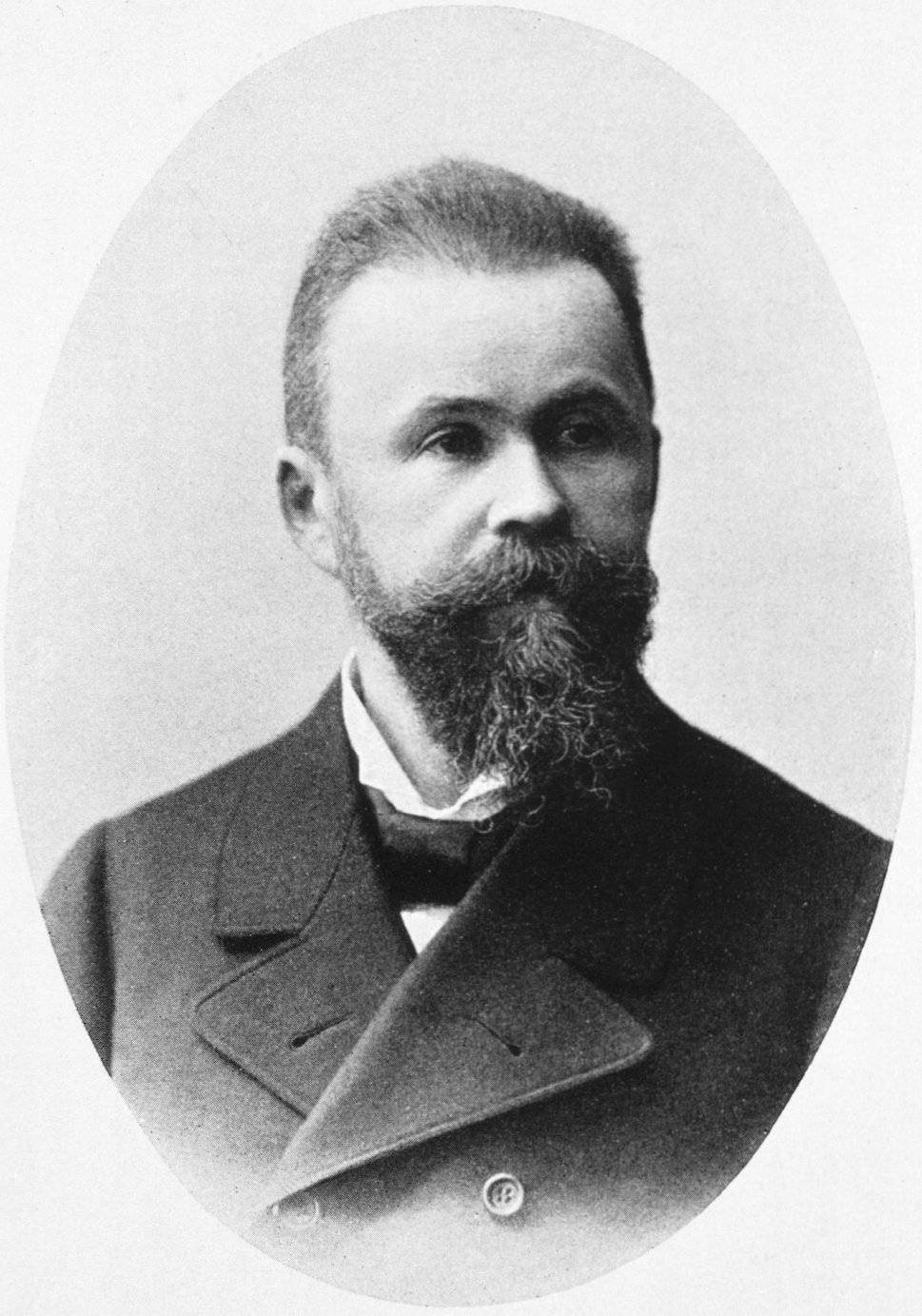
Carl Wernicke

Carl Hugo Wilhelm Ernst Wernicke oder Karl Wernicke (* 15. Mai 1848 in Tarnowitz, Oberschlesien; † 15. Juni 1905 in Dörrberg) war ein deutscher Neurologe und Psychiater. Er wirkte als Professor in Breslau und Halle.
Wernicke entdeckte 1874 das sensorische Sprachzentrum (so genanntes Wernicke-Areal) im Gehirn, das im Gegensatz zum motorischen Broca-Areal (nach Paul Broca) für das Verstehen von Sprache zuständig ist, und beschrieb 1874 die sensorische Aphasie.

## Leben
Carl Wernicke wurde am 15. Mai 1848 zu Tarnowitz in Oberschlesien geboren; sein früh verstorbener Vater Friedrich Wilhelm August Wernicke war Oberbergamtsrevisor. Wernicke besuchte das Königliche Gymnasium in Oppeln und das Maria-Magdalenen-Gymnasium in Breslau bis zum Abitur im Jahre 1866. Er studierte Medizin an der Universität Breslau und promovierte 1870. 1870/71 nahm er als Arzt am Deutsch-Französischen Krieg teil. Als Assistenzarzt arbeitete er am Allerheiligenhospital unter dem Psychiater Heinrich Neumann. Von dort wurde er auch auf einen sechsmonatigen Studienaufenthalt zu Theodor Meynert geschickt, der in Wien Direktor der Psychiatrischen Klinik des Universitätsklinik war und über die anatomischen Grundlagen der „Seelentätigkeit“ forschte, einen Ansatz, den Wernicke dann selber weiter verfolgte.
Von 1875 bis 1878 war er Assistent an der psychiatrischen und Nervenklinik der Charité in Berlin unter Carl Westphal, wo er seine Habilitation abschloss. Der als „eigenwillig und nicht sehr kompromissbereit“ geltende Wernicke musste im Konflikt mit der Direktion die Klinik verlassen und arbeitete zunächst als niedergelassener Nervenarzt in Berlin. In dieser Zeit entstand sein großes Lehrbuch der Gehirnkrankheiten.
Im Jahre 1885 wurde er als außerordentlicher Professor für Psychiatrie und Nervenkrankheiten nach Breslau berufen und 1890 zum ordentlichen Professor ernannt. 1904 folgte er einem Ruf nach Halle. Als Direktor der Hallenser psychiatrischen und Nervenklinik hat er kaum neun Monate gewirkt. Auf einer Radfahrt durch den Thüringer Wald verunglückte er am 13. Juni 1905; dabei erlitt er mehrere Rippenbrüche und einen Brustbeinbruch, wodurch ein Pneumothorax entstand. An diesen schweren Verletzungen verstarb er. Seine Leiche wurde in Gotha eingeäschert.
Zu seinen bedeutendsten Schülern zählen neben Otfrid Foerster auch Karl Bonhoeffer (in Breslau), Hugo Liepmann und Karl Kleist.
Seine anatomische Lokalisierung neurologisch-psychologischer Probleme stand damals im Gegensatz zum phänomenologischen Ansatz, den besonders Emil Kraepelin vertrat, weshalb seine Lehre von dem Philosophen und Psychiater Karl Jaspers auch als „Gehirnmythologie“ verspottet wurde.

## Werk

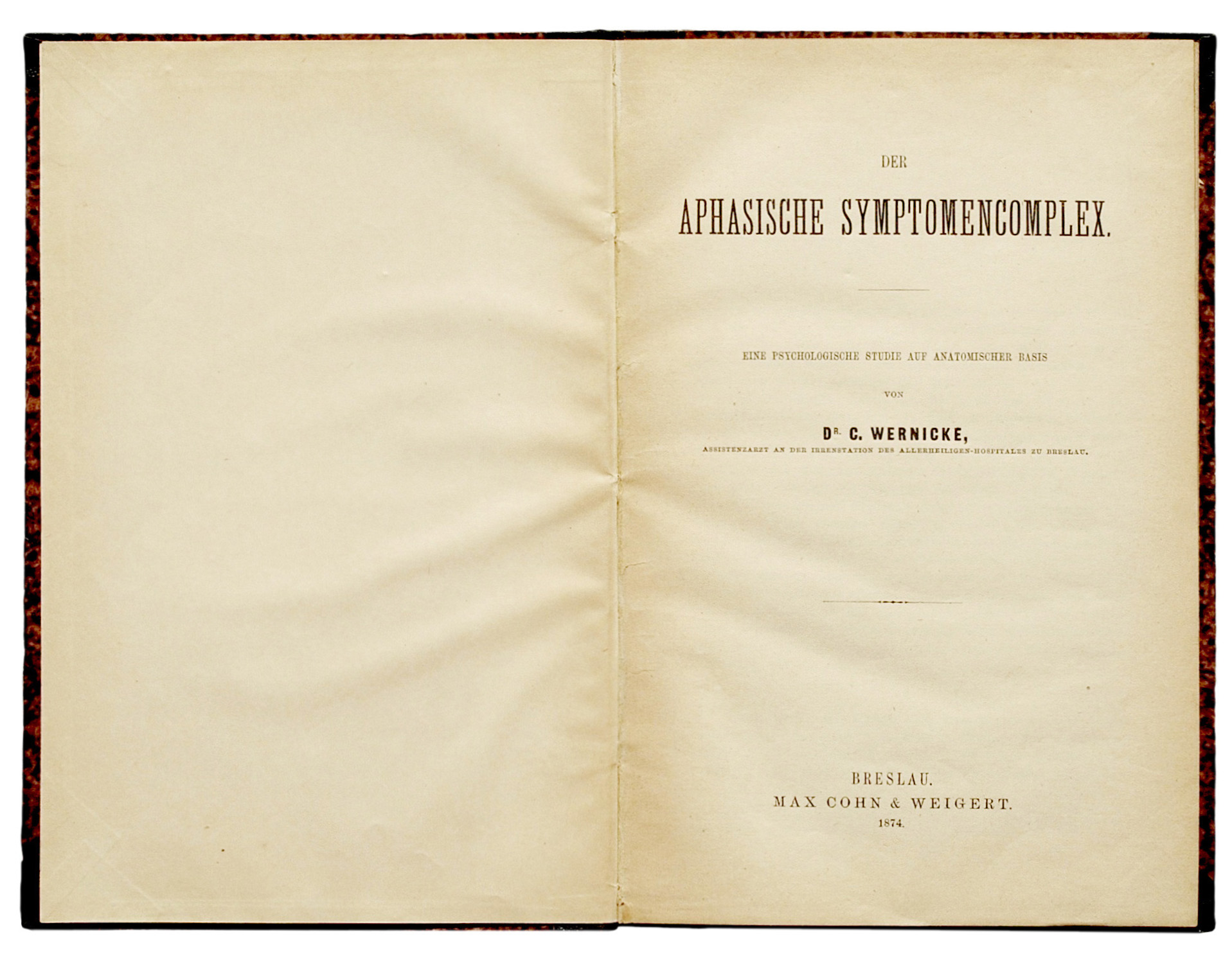
Erstveröffentlichung von Wernickes Entdeckung 1874

Bereits 1874 hatte der 26-jährige Wernicke eine Arbeit veröffentlicht, in der er seine Entdeckung des sensorischen Sprachzentrums sowie dessen Störung, die (kortikale) sensorische Aphasie, welche später nach Wernicke benannt wurde, mitteilte. Diese Arbeit, „eine psychologische Studie auf anatomischer Basis“, stellt sich als eines der großen Ereignisse in der Geschichte der Medizin dar, sowohl dank den in ihr enthaltenen Beobachtungen, als auch auf Kraft der Wirkungen, die von ihr ausgegangen sind. Sie fußte auf den Anschauungen Theodor Meynerts über Bau, Tätigkeit und Leitungssysteme des Gehirns, die sich in Projektionssysteme und Assoziationssysteme scheiden. Auf diese Weise erklärte Wernicke die motorische Aphasie (Broca, Läsion der 3. Stirnwindung), die sensorische Aphasie (von ihm nachgewiesene Läsion der 1. Schläfenwindung) und nahm eine Leitungsaphasie durch Zerstörung des verknüpfenden Assoziationssystems an.
Von dieser Auffassung aus gabelt sich die wissenschaftliche Tätigkeit Wernickes in drei Richtungen:
- Der eine Zweig war die Anatomie des zentralen Nervensystems, speziell des Gehirns, in der er immer das Fundament jeglicher klinischen Arbeit sah. Das Ergebnis dieser Forschung war der erste Band seines „Lehrbuches der Gehirnkrankheiten“ (1881), in dem er vor allem die Herde neurologischer Krankheiten zu lokalisieren versuchte.
- Arbeiten auf dem Gebiet der Gehirnpathologie, im 2. und 3. Band des Lehrbuches der Gehirnkrankheiten, und der Geisteskrankheiten, in seinem Grundriss der Psychiatrie (1894–1900).
- Eine große Anzahl kleinerer Veröffentlichungen über: das Krankheitsbild der Polioencephalitis haemorrhagica, die hemiopische Pupillenreaktion, den Prädilektionstypus der cerebralen Lähmung, zusammen mit Ludwig Mann, („Wernicke-Mann-Prädilektionstyp“).

Karl Bonhoeffer berichtet aus seiner Assistentenzeit 1893 bei Wernicke (als dieser an seinem Lehrbuch der Psychiatrie arbeitete): „Man […] lebte in der Hoffnung, auf dem Wege der Histopathologie der Großrinde die anatomische Grundlage der Psychosen zu finden“.

## Schriften (Auswahl)
- Der aphasische Symptomenkomplex. Eine psychologische Studie auf anatomischer Basis. M. Cohn & Weigert, Breslau 1874 (Digitalisat und Volltext im Deutschen Textarchiv)
- Lehrbuch der Gehirnkrankheiten für Ärzte und Studierenden. 3 Bände. Theodor Fischer, Berlin 1881–1883.
- mit E. Hahn, H. Sachs, P. Schröder und O. Förster: Atlas des Gehirns. Karger, Berlin 1897–1903.
- Grundriss der Psychiatrie in klinischen Vorlesungen. G. Thieme, Leipzig 1900.
- Krankenvorstellungen aus der psychiatrischen Klinik in Breslau. Heft 1–3. Schlettersche Buchhandlung, Breslau 1899–1900.